# Пост Мортем
«Пост Мортем» (угор. «Post Mortem») — історичний фільм жахів угорського режисера Петера Бергенді, дія якого відбувається в кінці Першої світової війни. Угорщина обрала «Пост Мортем» як офіційний претендент країни на американську кінопремію «Оскар» 2022 року в номінації «Найкращий повнометражний фільм іноземною мовою». Усього до кінця 2021 року фільм показаний на 28 закордонних фестивалях в усьому світі, на 18 з них він входив до основної конкурсної програми, і отримав загалом 23 нагороди.

## Сюжет
Дія фільму відбувається на території Угорщини холодною зимою 1918 року, коли країна була спустошена в результаті Першої світової війни та епідемії іспанського грипу.
Військовослужбовець австро-угорської армії, австрієць за національністю, Томас зазнає важкого поранення під час битви після розриву артилерійського снаряда. Його ховають у братській могилі, але він зненацька повертається до життя. Минає шість місяців. Після відходу з армії Томас починає кар'єру фотографа, спеціалізуючись на фотографіях у жанрі Post Mortem. Старий солдат, який його врятував, переказує історію порятунку Томаса в цирковому балагані від власного імені. Якось Томас зустрічає десятирічну дівчинку Ганну, яка розповідає йому про велику кількість померлих і загиблих у її рідному селі. Дівчинка смутно нагадує йому ті миті, в які він був між життям і смертю, коли схожа на неї дитина звернулася до нього на ім'я.
Вже деякий час село оточене примарами настільки, що деякі її жителі носять на головах мішки з прорізами для очей як захист. Томас, бачачи можливість стабільного заробітку, приймає запрошення мешканців села, приїжджає до нього та починає фотографувати мертвих. Мертві, однак, незадоволені його діями, і, оскільки Томас був однією ногою в їхньому царстві, вони намагаються вступити з ним у контакт. Жителі села налякані тим, що відбувається, але не вірять, що померлі близькі можуть завдати їм шкоди.
Головний герой з жахом присутній при левітації, реанімації, явищі води, що стікає по стінах, появі дивних опіків на грудях мертвих, вбивстві примарою літньої сусідки та перетворенні людей на короткий час у маріонеток. У спробах Томаса налагодити контакти з духами присутні свої небезпеки. Кожна невірна його дія призводить до нової агресії духів, щоразу все жорстокішою, ніж попередня. Духи не хочуть жити у світі з живими.

## Історична основа фільму і його знімання

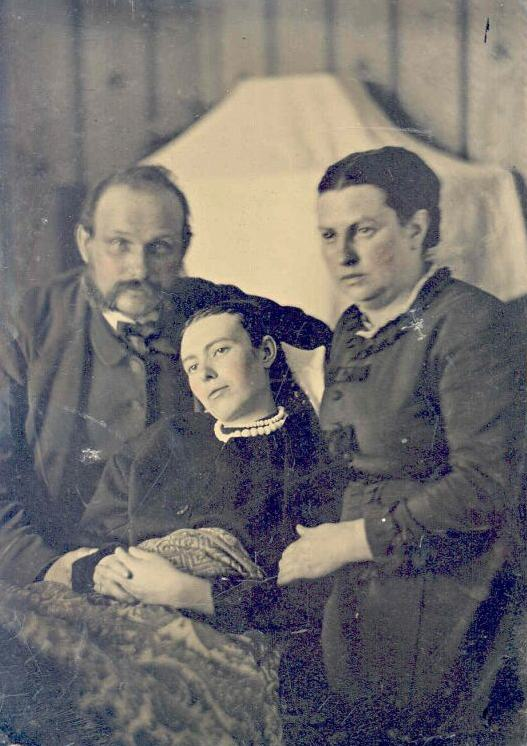
Батьки позують зі своєю покійною дочкою

«Пост Мортем» — один з небагатьох угорських фільмів жахів (один з перших угорських фільмів жахів «Альрауне» був знятий в 1918 році).
Фотографії жанру Post Mortem, навколо яких зав'язується дія фільму, «служили життєво важливою частиною звичного процесу скорботи, надаючи відчутний спосіб зберегти пам'ять про померлу кохану людину як про живу і знаходилися під рукою в разі потреби, бувши представлені у вітальні та сімейних фотоальбомах, поруч із фотографіями живих». Іноді фотографії Post Mortem зображували лише мертвих, у деяких випадках члени сім'ї позували з померлими. У сільській місцевості фотографія померлого могла бути єдиною його фотографією. Такі фотографії робили у всій Європі. Більшість подібних фотографій було зроблено з дітьми. Однак, посмертна фотографія не була поширена в Угорщині, хоча фотографії мертвих створювалися і тут. Тоді небагаті люди не могли дозволити собі часто фотографуватися, бо це коштувало великих грошей. Через це вони дбайливо зберегли зроблені знімки.
Робота над фільмом зайняла вісім років. Влітку 2012 року режисер Петер Бергенді разом зі своїм творчим партнером Габором Хеллебрандтом презентував сюжет майбутнього фільму для участі у конкурсі глядацьких фільмів. Потім розпочалася робота над сценарієм.
Сайт Cineuropa повідомляв у грудні 2018 року, що фільм отримав фінансування від Угорського національного кінофонду, який також розпоряджатиметься його міжнародним продажем. Фільмування були розраховані на 41 день (до кінця лютого 2019 року), повинні були проходити переважно просто неба в Сентендрі, а окремих сцен — у Studio 4 на Mafilm Studios. Прем'єра була намічена на жовтень 2020
Знімання фільму проходили у листопаді — грудні 2018 року та січні — лютому 2019 року, але через пандемію його прем'єра відбулася лише у 2021 році. Фільм знімали у музеї просто неба у 20 км до північного заходу від Будапешта, на правому березі Дунаю в містечку Сентендре. Цей музей став унікальним тлом для фільму. 63 гектари його території присвячені народній архітектурі, традиціям сільського господарства та способу життя мешканців регіону. Постійна експозиція музею представляє туристам повсякденне життя угорського села минулого за допомогою справжніх, переміщених зі свого історичного місця, будівель та автентичних копій. Серед них: житлові, господарські будівлі, церкви. Постійна експозиція просто неба охоплює період із середини XVIII до середини XX століття.
Угорський новинний сайт Index, що висвітлює як угорські, так і міжнародні новини, стверджував, що фахівець зі спецефектів Даніель Хаморі почав створювати спеціальні маски для персонажів-примар за пів року до знімання. Під час фільмування у всіх головних героїв були дублери, які працювали під керівництвом фахівця з трюків Ласло Коші, які брали участь у сценах, що становили небезпеку для артистів. Каскадери фільму працювали також над американськими серіалами та фільмами, у тому числі брали участь у зніманні серіалу «Гра престолів» та фільму «Месники: Ера Альтрона»
В інтерв'ю режисер Петер Бергенді зізнавався, що він уже має ідею для другої частини фільму «Пост Мортем» — «це буде захоплива історія про привиди в невеликому угорському містечку в 1920-х роках».

## Виконавці головних ролей та їх персонажі
| Портрет | Актор                | Персонаж |
| ------- | -------------------- | -------- |
|         | Віктор Клем          | Томас    |
|         | Фрузіна Хайс         | Анна     |
|         | Юдіт Шелл            | Марча    |
|         | Габор Ревіцькі       | Старий   |
|         | Жолт Ангер           | Онті     |
|         | Діана Магдольна Кісс | Ютка     |

## Творці про фільм

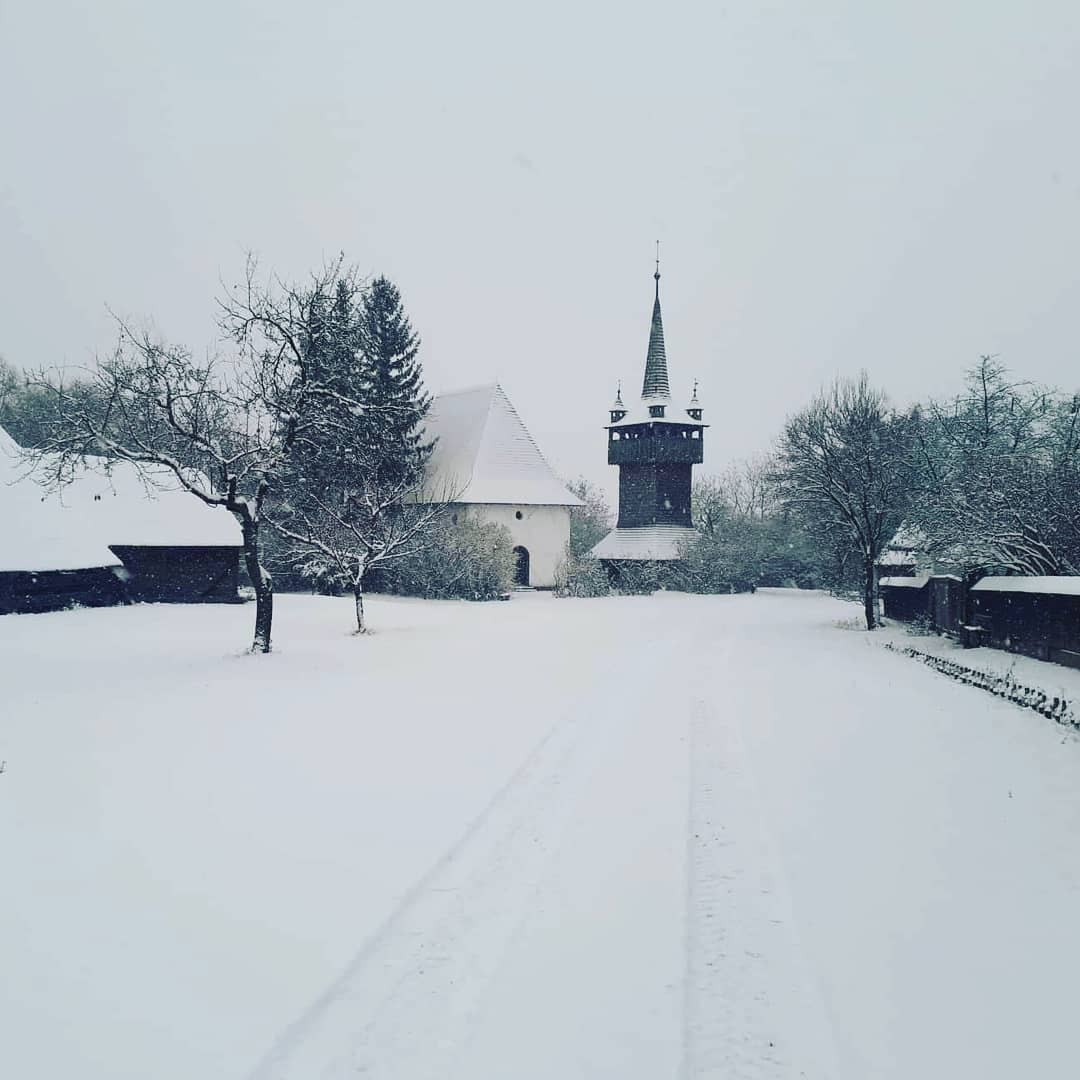
Етнографічний музей у Сентендрі взимку

Режисер фільму дав інтерв'ю угорському порталу новин Szeretlek Magyarország. Він стверджував: «Фільми жахів завжди були мені близькі». Бергенді повідомив журналісту, що дивився аматорські фільми жахів, зняті на кіноплівку Super 8 у дитинстві. Пізніше, як професійний психолог, він також залучав у своїх дослідженнях зразки цього жанру. Ідея повернутися до жанру хорору виникла під час пошуку місця для знімання фільму в музеї просто неба в Сентендрі. Взимку він закритий, тому може бути використаний як місце дії. Епоха, в яку відбувається історія, обрано невипадково. Період після Першої світової війни — одна з найсерйозніших трагедій в історії Угорщини. Режисер зауважив, що посмертна фотографія розбурхує уяву сучасної людини. Сам режисер зізнавався, що нині вже не дуже вражений фільмами жахів (проте «Екзорциста» і «Хелловін» він називав серед своїх фільмів-фаворитів), а ось історії про привиди справляють на нього сильне враження, і тема посмертної фотографії ним дуже підходить.
Режисер так пояснював національність головного героя фільму: «Наш тодішній продюсер, з яким ми потім розлучилися, запропонував зробити героєм іноземного персонажа, бо це може допомогти продати за кордон. Потім багато що змінилося, але ми залишили головного героя німцем». Бергенді стверджував, що спробував зняти фільм відповідно до своїх очікувань від перегляду фільмів жахів: «Ми створили кожну сцену цілком усвідомлено, і ми показуємо такі епізоди, коли примара має з'явитися з певного боку, але саме звідти вона не з'являється в нашому фільмі». Бюджет фільму, за словами Бергенді, становить лише половину бюджету середнього низькобюджетного американського фільму жахів. У ньому зазвичай немає фокусів, складних декорацій, дія відбувається у наші дні. Творці фільму «Пост Мортем» створили костюмований фільм із безліччю персонажів, історичних костюмів та трюків. Вони знали, що могли б витратити вдвічі більше, але вирішили обмежити бюджет. За словами Бергенді, ентузіазм та серйозне ставлення знімальної групи допомогли зняти фільм американської якості. Помічнику режисера Дьордю Чілле прийшла ідея використати танцюристів для зображення мерців. Серед трупів, що лежали на задньому плані, були ляльки, але всі, крім одного, зі сфотографованих головним героєм мерців були танцюристами.
На запитання, чи існують примари і потойбічне життя, сам режисер дає відповідь: «Так… Безсумнівно, є щось надприродне, що може виходити від людини, її несвідомої чи нашої колективної, загальної несвідомої… Щось існує, коли все складається. разом, коли трапляються випадкові збіги, воно може бути посланням із потойбіччя або з нашого несвідомого». Автори фільму намагалися поєднати різні уявлення про потойбічне. У фільмі є явища полтергейсту, але є й утілення, коли серед персонажів з'являються примари, а також феномен передбачення майбутнього.
Серед підстав для висування фільму на «Оскар» Бергенді називав: наявність діалогів у фільмі угорською мовою (всього 17 хвилин розмови на майже двогодинний фільм, з них більша частина угорською), якісна плівка, класична драматургія, на якій засновані американські фільми, соціальний контекст. Він зізнавався, проте не особливо розраховує на перемогу в номінації: «…З фільмом про біженця в Афганістані конкурувати складно. У категорії фільмів іноземною мовою особливо популярні роботи, присвячені актуальним політичним та соціальним питанням».

## Преса про фільм
Англомовний сайт новин про Угорщину Hungary Today стверджував, що фільм від початку до кінця дуже страшний. Унікальність сюжету, на думку художнього критика сайту Джулії Тар, у тому, що в ньому багато примар, які переслідують живих людей, а не один. Спочатку прем'єра фільму планувалася у 2020 році, але була відкладена через коронавірус. Джулія Тар писала, що пандемія робить історію, порушену у фільмі «Пост Мортем», актуальною, оскільки сотні тіл жертв COVID-19 все ще перебувають у вантажівках-рефрижераторах у Нью-Йорку, понад рік після початку пандемії.
Кінокритик італійського журналу Quinlan Андреа Фортана вважав, що в Угорщині фільму цілком можуть надавати політичного сенсу. Але європейський глядач сприймає його як фільм жахів. Петер Бергенді — режисер, захоплений американським кінематографом, на думку Фортани, надихався ранньою творчістю Найта Ш'ямалана та фільмом Алехандро Аменабара «Інші». За словами критика, напруга «вібрує протягом усього фільму, досягаючи кульмінації у вдало вибраних епізодах оповіді». Фортана відзначив майстерність роботи зі звуком та відеорядом, а також вдалу гру виконавців головних ролей, і насамперед юну Фрузіну Хайс. Водночас він негативно оцінив «надмірну тривалість оповіді заради оповіді, яка зрештою втомлює» глядача. Але, на його думку, ідея нерозривного союзу між Історією і Смерт'ю, сполучна ланка якого — фотографія, яка є «смерть реальності», має велику художню цінність.
Джулія Тар наголошує на природності реакції жителів угорського села на жахливі події, що відбуваються у фільмі. У міру загострення ситуації вони звинувачують Томаса, який не є угорцем, а німцем, у їхньому провокуванні. Тар писала, що багато критиків не беруть до уваги глибину персонажів фільму і глибше пояснення того, чому саме від Томаса залежить вирішення проблеми. Одна навіть запитувала себе, чи потрібні фільму жахів взагалі складні персонажі чи історія з глибоким змістом. Цитуючи визначення трилерів, вона писала, що фільми цього жанру «характеризуються та визначаються настроєм, який вони викликають, — підвищеним почуттям очікування, хвилювання, здивування, передчуття та занепокоєння». «Пост Мортем», з її погляду, належить саме до цієї категорії. Тар писала, що фінал, однак, видається трохи несподіваним і навіть спрощеним. У фільмі є також кілька моментів, що залишаються незрозумілими. «Це не сама історія наводить на роздуми… в ній немає дуже яскравих персонажів… Але… досить того, що ці недоліки у необхідній мірі врівноважуються гострими відчуттями та ознобом від перегляду явно професійно зробленого фільму жахів у країні, де явно бракує жанрових фільмів».
Інша (анонімна) стаття на Hungary Today стверджувала, що фільм варто подивитися, але не слід покладати на нього великі надії. Ті, хто добре розуміється на світі фільмів жахів, замість переляку сміятимуться. Про це свідчить, з погляду автора статті, і гра юної актриси, яка замість того, щоб перебувати в страху, постійно посміхається. Намагання авторів налякати глядача не спрацювали, хоча спецефекти були зроблені дуже добре. Часто глядач навіть втрачає сюжетну нитку фільму..

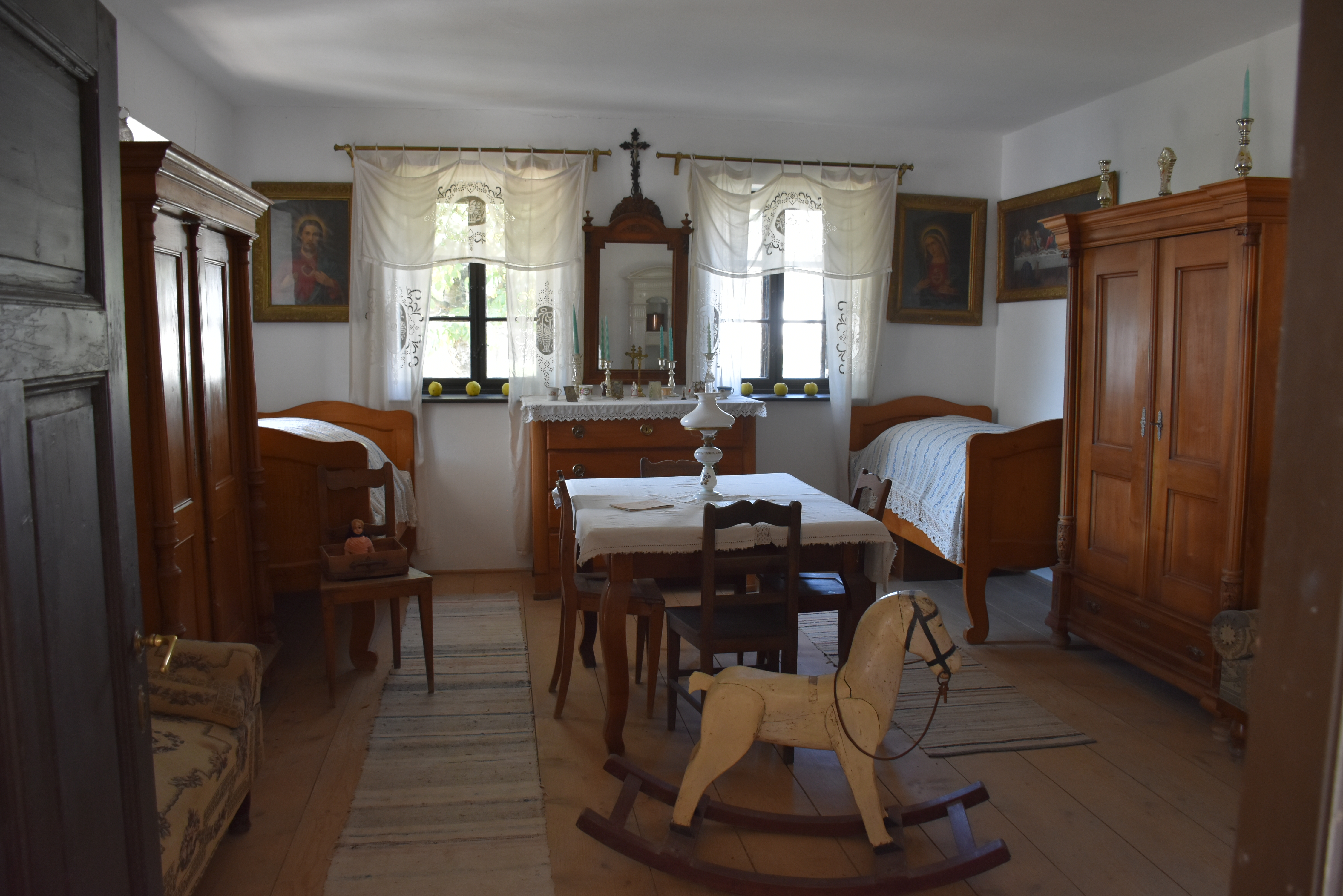
Інтер'єр житлового будинку в Етнографічному музеї

За твердженням угорського кінокритика сайту Filmtett, фільм спирається на національний фольклор та сільську культуру. Томас та Ганна — прекрасна пара завдяки природній гармонії дуету Віктора Клема та Фрузіни Хайс. Сам фільм — це не лише історія про привиди, а й детективна історія, в якій головні герої допитують мешканців села та намагаються отримати раціональне пояснення надприродного. Фільм віддає шану сучасним технологіям запису зображення та звуку. Він досліджує взаємодію між життям і смертю, їх оборотність, оскільки обидва головні герої волею обставин колись опинилися на «іншому боці». Проте фільм не дає пояснень, які є обов'язковими у фантастичному жанрі. Останні півгодини творці підкидають нові і нові образи: хлопчик-зомбі, літаючі люди, духи, що повзають рачками, а це означає, що фільм постійно «переписує свій власний світогляд, але ігнорує вимоги глядача». Автори так і не розкривають, яке відношення один до одного мають численні трупи та поява примар, чого вони хочуть, що потрібно зробити, щоб вони зникли. Кінокритик робив висновок: здається, що не лише персонажі не знають відповіді на свої запитання, а й самі творці фільму. Вони не змогли вирішити, чи хочуть зняти традиційний жанровий фільм чи драму. Перша половина фільму витримує напругу, використовуючи класичні елементи фільма жаху (нічні шуми, рухливі трупи…), але він, на думку кінокритика, повністю розпадається в кінці, досягаючи найвищої точки в абсолютно незрозумілій сцені, яку не врятував навіть чудовий епізод із зображенням потойбіччя. Творці фільму спробували створити традицію угорського фільму жахів із нуля. Вони не розмовляють мовою жаху як рідною для себе. У подібному жанрі навіть найменше усунення акценту може створити протилежний ефект. Фільм часто не впливає належним чином саме з цієї причини: страхи не страшні, тому що гра актора, ритм монтажу і особливо музика майже ніколи не перебувають у гармонії один з одним, тому не виникає атмосфера страху. Коли він не претендує бути хорором, то сприймається позитивно: історія відбувається в красивій сільській місцевості, у привабливих інтер'єрах, актори автентичні, ретельно опрацьовані деталі сценарію. Критик закінчує аналіз фільму так: розчарування від фільму пов'язані із завищеними очікуваннями, що формувалися, починаючи з появи онлайн-версії (яка відрізняється від представленої в кінотеатрах), відстрочки його демонстрації через пандемію, аж до його номінації на «Оскар», яка представляється автору статті кон'юнктурної.
Оглядач порталу Cineuropa Фаб'єн Лемерс'є писав про сюжет фільму, який неймовірно перегукується з пандемією коронавірусу, що відбувається зараз, задуманого і знятого за роки до неї. Він зазначав, що хоча спецефекти у фільмі виправдовують очікування (особливо він виділяв «захопливий фінал»), розвиток сюжету «втомлюючий, одноманітний і заплутаний, а сцени туги і жаху часто перетворюються на комічні та безглузді». Активами фільму він вважав історичний матеріал, на якому він знятий, роботу Андраша Надя як оператора, Габора Балаша як звукорежисера і композитора Аттила Пакса.
Джессіка К'янг із тижневика Variety відзначала «відверто дивні стосунки» між дорослим іноземним фотографом та 10-річною місцевою дівчинкою-сиротою та їх «своєрідний підтекст, який можна назвати лише романтичним». На її думку, натяки сценаристів на можливість стосунків між Томасом і сільською вдовою Мірчею покликані розвіяти у глядача недоречні для фільму припущення щодо цього. Переконлива спочатку послідовність спецефектів у фільмі виявляється нудною, тому що глядачеві стає очевидною відсутність розуміння авторів, чому духи діють саме таким чином. З іронією критик писала, що для розправи «невидимі сили забирають персонажів, начебто через те, що вони дуже довго грають у цьому, зрештою, стомлюючому фільмі». На її думку, «точність [зображення] деталей того часу робить „Пост Мортем“ схожим на бачення минулого в тематичному парку для туристів», що правда, вона застерігала, що «сучасна стрижка Томаса» не вписується в загальний історичний фон.

## Нагороди та прокат
Фільм вперше представили глядачам на Варшавському кінофестивалі в 2020 році, а потім показали на Кінофестивалі в іспанському місті Сіджас та на інших міжнародних фестивалях. Фільм переміг у чотирьох номінаціях Hungarian Motion Picture Awards, у тому числі: за найкращу операторську роботу, найкращий монтаж, найкращий грим та найкращий дизайн. На кінофестивалі Toronto After Dark Film, де голосує глядач, а не журі, він отримав десять призів. Фільм «Пост Мортем» отримав також чотири призи на фестивалі фантастичних фільмів та фільмів жахів Sombra, який пройшов у 2021 році у Мерсії, на півдні Іспанії. Всього до кінця 2021 року фільм показали на 28 зарубіжних фестивалях в усьому світі, на 18 з них він входив до основної конкурсної програми, і отримав загалом 23 нагороди. Це були насамперед європейські фестивалі фентезі, жахів та фантастики.
Угорщина обрала «Post Mortem» як офіційного представника від країни на 94-й церемонії вручення нагороди «Оскар» 2022 року в номінації «Найкращий повнометражний фільм іноземною мовою» (останнім угорським фільмом у 2016 році, який отримав «Оскар», був «Співай»), оригінальна назва — «Всі разом», режисера Кріштоф Деак у номінації «Кращий ігровий короткометражний фільм», у ньому одну з головних героїнь грає Дороття Хайс, сестра виконавиці ролі Анни з фільму «Пост Мортем» Фрузіни Хайс). Шорт-лист на «Оскар» 2022 був оприлюднений 21 грудня. Фільм «Пост Мортем» відсутній у цьому списку цієї номінації.
Фірма Black Mandala придбала права на поширення Post Mortem в Північній Америці. Повідомлялося також, що за її межами міжнародний прокат здійснює компанія NFI World Sales. За повідомленням сайту новин Index, Національний інститут кіно Угорщини лише до жовтня 2021 року продав права на поширення фільму «Post Mortem» за кордоном дистриб'юторам у Франції, Італії, Німеччині, Польщі, Австрії, Швейцарії та Словаччині. Його також придбали до цього часу місцеві дистриб'ютори в Південній Кореї, Південно-Східній Азії, включаючи В'єтнам, Індонезію, Гонконг, Малайзію, Індію, країни Латинської Америки та Канади.